# Línea 917 (Titsa)
La línea 917 de TITSA une el Intercambiador de Transportes de Santa Cruz de Tenerife con el barrio de Valleseco en Santa Cruz de Tenerife. 
La línea no presta servicio los sábados por la tarde, domingos y festivos.

## Recorrido
La línea parte del Intercambiador de Transportes de Santa Cruz de Tenerife hacía la avenida Marítima y la avenida de Anaga continuando por ella hasta Valleseco. En este barrio continúa por la calle del Reverendo Cinésimo Betancort, la avenida de Nuestra Señora del Carmén y la avenida Virgén del Valle, siguiendo en La Quebrada por el camino de los Naranjos Agríos donde termina su recorrido de ida.
| código | parada                                                   | común con:                          |
| ------ | -------------------------------------------------------- | ----------------------------------- |
| 9181   | Intercambiador de Transportes de Santa Cruz de Tenerife  |                                     |
| 9314   | Avda. Marítima (plaza de Europa)                         | 245 246 247 909 910 916 920         |
| 9315   | La farola del mar (plaza de España)                      | 245 246 247 909 910 916 920         |
| 9316   | Avda. de Anaga (Estación Marítima)                       | 245 246 247 909 910 916 920         |
| 9317   | Avda. de Anaga (frente a Edificio Múltiple I)            | 245 246 247 909 910 916 920         |
| 9167   | Avda. de Anaga (nº49)                                    | 245 246 247 903 905 909 910 911 916 |
| 9318   | Casa del Mar (frente)                                    | 245 246 247 910 916                 |
| 9361   | Valleseco (El Puente)                                    |                                     |
| 9362   | Valleseco (Campo de Fútbol) (esquina c/ García y García) |                                     |
| 9363   | Valleseco (La Caronera) (Avda. Virgén del Valle)         |                                     |
| 9364   | Valleseco (La Quebrada) (nº1) (Camino Naranjeros Agríos) |                                     |
| 9365   | Valleseco (La Quebrada) (cruce Las Curvas)               |                                     |
| 9366   | Valleseco (Los Valles) (nº23)                            |                                     |

En sentido descendente, el recorrido circula desde el camino de los Naranjos Agríos en La Quebrada, continuando por la avenida Virgén del Valle, la avenida Nuestra Señora del Carmén y la calle del Reverendo Cinésimo Betancort. Una vez fuera del barrio de Valleseco prosigue por la avenida de Anaga y la avenida Marítima, terminando en el Intercambiador de Transportes de Santa Cruz de Tenerife.
| código | parada                                                              | común con:                          |
| ------ | ------------------------------------------------------------------- | ----------------------------------- |
| 9366   | Valleseco (Los Valles) (nº23)                                       |                                     |
| 9367   | Valleseco (La Quebrada) (cruce Las Curvas) (Descenso)               |                                     |
| 9368   | Valleseco (La Quebrada) (nº1) (Camino Naranjeros Agríos) (Descenso) |                                     |
| 9369   | Valleseco (La Caronera) (Avda. Virgén del Valle) (Descenso)         |                                     |
| 9370   | Valleseco (Campo de Fútbol) (esquina c/ García y García) (nº2)      |                                     |
| 9371   | Valleseco (El Puente) (Centro Adultos)                              |                                     |
| 9336   | Valleseco                                                           | 245 246 247 910 916                 |
| 9337   | Casa del Mar                                                        | 245 246 247 910 916                 |
| 9168   | Avda. de Anaga (nº49) (BIS)                                         | 245 246 247 903 905 909 910 911 916 |
| 9346   | Avda. de Anaga (Edificio Múltiple I)                                | 245 246 247 909 910 916 921         |
| 9347   | Avda. de Anaga (Estación Marítima)                                  | 245 246 247 909 910 916 921         |
| 9210   | Plaza de Europa)                                                    | 245 246 247 910 914 916 921         |
| 9181   | Intercambiador de Transportes de Santa Cruz de Tenerife             |                                     |